# Petra Štolbová
Petra Štolbová (Praga, 29 de junio de 2001) es una deportista checa que compite en taekwondo.
Ganó una medalla de plata en los Juegos Europeos de Cracovia 2023 y dos medallas en el Campeonato Europeo de Taekwondo, en los años 2022 y 2024.

## Palmarés internacional
| Juegos Europeos    | Juegos Europeos          | Juegos Europeos   | Juegos Europeos |
| Año                | Lugar                    | Medalla           | Categoría       |
| ------------------ | ------------------------ | ----------------- | --------------- |
| 2023               | Krynica-Zdrój (Polonia)  | Medalla de plata  | –62 kg          |
| Campeonato Europeo |                          |                   |                 |
| Año                | Lugar                    | Medalla           | Categoría       |
| 2022               | Mánchester (Reino Unido) | Medalla de plata  | –62 kg          |
| 2024               | Belgrado (Serbia)        | Medalla de bronce | –62 kg          |